# Luc Genolet
Luc Genolet (18 settembre 1963) è un ex sciatore alpino svizzero, vincitore della Coppa Europa nel 1985.

## Biografia
Sciatore polivalente originario di Hérémence, Genolet ottenne il primo risultato di rilievo nel Circo bianco agli Europei juniores di Škofja Loka 1981, dove si aggiudicò la medaglia di bronzo nella combinata; in Coppa Europa nella stagione 1983-1984 vinse la classifica di discesa libera e nella stagione 1984-1985 si aggiudicò la classifica generale e si piazzò 2º in quelle di discesa libera e di slalom gigante, mentre in Coppa del Mondo conquistò il primo piazzamento il 17 gennaio 1986 a Kitzbühel giungendo 6º nella discesa libera della Streif: tale risultato sarebbe rimasto il migliore di Genolet nel massimo circuito internazionale, bissato due giorni più tardi nella combinata dell'Hahnenkamm nella medesima località. Il suo ultimo piazzamento in carriera fu il 12º posto colto nella combinata di Coppa del Mondo disputata a Åre il 20 marzo 1988; non prese parte a rassegne olimpiche né ottenne piazzamenti ai Campionati mondiali.

## Palmarès

### Europei juniores
- 1 medaglia[1]:
  - 1 bronzo (combinata a Škofja Loka 1981)

### Coppa del Mondo
- Miglior piazzamento in classifica generale: 56º nel 1986

### Coppa Europa
- Vincitore della Coppa Europa nel 1985[1]
- Vincitore della classifica di discesa libera nel 1984[1]